# Sandro Gotal
Sandro Gotal (* 9. September 1991 in Bregenz) ist ein österreichischer Fußballspieler kroatischer Herkunft.

## Karriere
Als Sohn kroatischer Eltern in Bregenz geboren, begann er seine Karriere im Alter von sechs Jahren in der Jugend des damaligen Bundesligisten SW Bregenz. Als hoch talentierter Spieler kam er daraufhin ins Landesverbandsausbildungszentrum- bzw. ab der U-14 ins Bundesnachwuchszentrum Vorarlberg.
Nach 18 Toren in 16 Spielen für das BNZ, holte ihn Bregenz bereits zum Ende der Spielzeit 2007/08 wieder zurück und ließ ihn im Alter von 16 Jahren für ein Spiel in der A-Mannschaft debütieren. Dabei gelang ihm auf Anhieb ein Doppelpack.
Im Herbst 2008 schoss er daraufhin in acht Spielen für die zweite Mannschaft der Bregenzer 21 Tore, woraufhin er fix in den A-Mannschaftskader aufgenommen wurde.
Nach der Rekonvaleszenz spielte er noch ein halbes Jahr in Bregenz, ehe er in der Winterübertrittszeit der Spielzeit 2009/10 von Trainer Peter Stöger nach Wien zur Vienna geholt wurde, wo er seinen ersten Profivertrag unterzeichnete.
Beim damals stark abstiegsbedrohten Verein aus der Bundeshauptstadt kam er in der Rückrunde jedoch weder unter Stöger bzw. dessen Nachfolger Frenk Schinkels über den Status des Ergänzungsspielers hinaus und spielte lediglich einmal über die vollen 90 Spielminuten. Nach dem Klassenerhalt zu Saisonende, wechselte er daraufhin ligaintern zum Aufsteiger Wolfsberger AC.
Nach einem halben Jahr Anlaufzeit etablierte er sich zur Rückrunde 2010/11 als zweite Sturmspitze neben Marco Reich in dem oftmals von Trainer Nenad Bjelica praktizierten 4-4-2 System. Im Jänner 2012 wurde er für ein halbes Jahr an den Regionalligisten SK Austria Klagenfurt verliehen.
Im Sommer 2012 wechselte er leihweise zum Zweitliga-Aufsteiger SV Horn. Nach dem Ende der Leihe kehrte er zur Saison 2013/14 zum WAC zurück. Zur Saison 2014/15 wechselte er nach Kroatien zu Hajduk Split und in der darauffolgenden Spielzeit für ein kolportiertes Monatsgehalt von rund 10.000 Schweizer Franken zum FC St. Gallen, bei dem er einen Einjahresvertrag unterschrieb. Dort fiel er bereits von Saisonbeginn an durch sein Verhalten auf. So warf er beispielsweise einen Datenchip, den er während des Konditionstrainings tragen sollte, weg und meinte, dass er nicht zu laufen brauche, da er kicken könne. Nachdem er anfangs ausnahmslos ohne Einsatz auf der Ersatzbank saß und auch danach meist nur als Ersatz fungierte, verglich sich der von seiner Reservistenrolle genervte Gotal mit Zlatan Ibrahimović und warf den Vereinsverantwortlichen vor ihn und seine Qualitäten zu unterschätzen. Für die Rückrunde 2015/16 wurde Gotal an den türkischen Zweitligisten Malatyaspor ausgeliehen, jedoch nach lediglich vier absolvierten Meisterschaftsspielen aufgrund fehlender Disziplin mit sofortiger Wirkung suspendiert. Gotal verließ daraufhin umgehend die Türkei, durfte jedoch auch nicht in St. Gallen mittrainieren, da er ja offiziell noch bis Saisonende verliehen war. Der damalige Trainer Joe Zinnbauer vermeldete ohnedies, dass Gotal in seiner Kaderplanung keine Rolle mehr spielen würde. Vor Beginn der Saison 2016/17 verließ er den Klub in Richtung Polen, wo er für ein Jahr bei Piast Gliwice unterschrieb. Auch hier konnte er sich nicht durchsetzen und schoss in vier Ligaspielen ein Tor. Im Jänner 2017 wurde der Vertrag im beidseitigen Einverständnis aufgelöst. Daraufhin unterschrieb Sandro Gotal einen Vertrag bis zum Saisonende beim israelischen Erstligisten MS Aschdod.
Im August 2017 kehrte er nach Kroatien zurück und wechselte zum NK Istra 1961. Nach sieben Spielen für Istra wechselte er im Jänner 2018 nach Belarus zum FK Dinamo Brest. Nach sechs Spielen für Brest in der Wyschejschaja Liha wechselte Gotal im August 2018 nach Litauen zu Sūduva Marijampolė. Mit Sūduva konnte er 2018 litauischer Meister werden.
Im September 2019 kehrte er nach Österreich zurück und wechselte zum Bundesligisten TSV Hartberg, bei dem er einen bis Mai 2020 laufenden Vertrag erhielt. Nach der Saison 2019/20 verließ er Hartberg nach neun Bundesligaspielen wieder. Daraufhin wechselte er im September 2020 nach Deutschland zum fünftklassigen SV Donaustauf. Für Donaustauf absolvierte er insgesamt zwölf Spiele. Im Jänner 2022 verließ er den Klub. Daraufhin schloss er sich dem sechstklassigen SV Fortuna Regensburg an. Für Fortuna Regensburg absolvierte er jedoch nur eine Partie im März.
Zur Saison 2022/23 wechselte er zurück in die Schweiz zum unterklassigen FC Montlingen. Ende September 2022 wurde sein Vertrag in Montlingen wieder aufgelöst. Im Oktober 2022 trat er kurzzeitig für das Regensburger Team Pony Soccer in der dortigen Bunten Liga in Erscheinung. Im Frühjahr 2023 begann er ein Engagement beim SV Wenzenbach in der Regensburger Kreisliga 1, bei dem er es bis Saisonende, zwischen April und Mai 2023, auf fünf Ligaspiele, zwei Tore und zwei Assist brachte. Als überlegener Meister stieg der SV Wenzenbach in die nächsthöhere Bezirksliga Süd auf. Über die gesamte Saison 2023/24 hinweg kam Gotal in lediglich neun Meisterschaftsspielen zum Einsatz und steuerte hierbei vier Treffer und zwei Torvorlagen bei.
Danach ging es für ihn wieder in die Heimat, wo er im Sommer 2024 einen Einjahresvertrag beim SV Lochau mit Spielbetrieb in der viertklassigen Vorarlbergliga unterschrieb. Bis zur nachfolgenden Winterpause war er in sechs Ligapartien auf dem Spielfeld, erzielte dabei zwei Treffer, spielte jedoch kein einziges Mal durch. Noch in der Winterpause verließ er den Verein in Richtung Kroatien, wo er beim Hauptstadtklub NK Vrapče in der 3. NL, der vierthöchsten Fußballliga des Landes, unterschrieb. Elf Tage nach der Vertragsunterzeichnung gab der kroatische Klub am 29. Januar 2025 wieder die Vertragsauflösung mit Gotal bekannt, da dieser aufgrund seiner körperlichen Verfassung und Einstellung doch nicht zum Verein passen würde.

## Erfolge
- 1 × Young Star des Monats: März 2011[2]